# Campylaspis johnstoni
Campylaspis johnstoni är en kräftdjursart som beskrevs av Hale 1937. Campylaspis johnstoni ingår i släktet Campylaspis och familjen Nannastacidae. Inga underarter finns listade i Catalogue of Life.